# Великоленинский
Великоленинский — опустевший посёлок в составе Медведковского сельского поселения Болховского района Орловской области. Упоминается в Списке заброшенных строений и населенных пунктов Орловской области (на 2014 год). Население 1 человек (2010), на 2014 , 2018 гг. постоянного населения нет.

## История
Кандидат исторических наук А. Ю. Саран пишет (2015), что пос. Великоленинский входил в следующие АТД: Велико-Ленинский, пос., Ягодная вол., Козельский у., Калужская губ. (до 6.09.1926), Красниковская вол., Болховский у., Городковский с/с (до 20.05.1959), Медведковский с/с, Болховский р-н (Болхов-1927, АТД-1965, АТД-1976, АТД-2000, АТД-2010, АТД-2014, МЧС-2014).
28.11.1963 в Великоленинский включён пос. Шахта Ленинская .

## География
Посёлок расположен в центральной части Среднерусской возвышенности в лесостепной зоне, на севере Орловской области возле административной границы с Ульяновским районом Калужском области и находится на берегу р. Орс (координаты: 53 o46’93‖СШ, 35 o76’53‖ ВД, высота 240 м.  по данным источника: Карта Болховского р-на (М., 1966). Урочище Выгон Гослесфонда. Уличная сеть не развита.
Географическое положение
в 7 км. — административный центр поселения посёлокВязовая, в 27 км — административный центр района город Болхов
Климат
близок к умеренно-холодному, количество осадков является значительным, с осадками в засушливый месяц. Среднегодовая норма осадков — 627 мм. Среднегодовая температура воздуха в Болховском районе — 5,1 °C.

## Население
| 2010 |
| ---- |
| 1    |

На 2017—2018 гг., по данным администрации Медведковского сельского поселения, жителей нет.
128 чел. (1926), 16 чел. (2000), 2 чел. (2010), без жителей (2014).
Национальный состав
Согласно результатам переписи 2002 года, в национальной структуре населения
русские составляли 100 % от общей численности населения в 5 жителей

## Инфраструктура
Было развито сельское хозяйство. С 1944 — колхоз «Велико-Ленинский», с 1966 года входит в колхоз «Ленинское Знамя».

## Транспорт
Просёлочные дороги.